# Покровская (станция метро)
«Покро́вская» (укр. Покровська; до 2015 года — «Коммунаровская») — конечная станция Центрально-Заводской линии Днепровского метрополитена. Расположена между проектируемой станцией «Парус» и действующей «Проспект Свободы».
Станция открыта 29 декабря 1995 года в составе первого пускового участка «Коммунаровская» — «Вокзальная». Единственная станция мелкого заложения в Днепре.
Изначально станция называлась «Коммунаровская» по одноимённому жилому массиву Днепра.
25 ноября 2015 года станция была переименована в соответствии с законом о декоммунизации.
Выходы на улицы Юрия Кондратюка и Большой Диёвской, к жилмассивам Красный Камень и Покровский.
За станцией расположены оборотные тупики и съезд в электродепо «Диёвское».
18 февраля 2016 года, на станции был подключен Wi-Fi от интернет провайдера «Фрегат».